# Тальское
Тальское (укр. Тальське) — село, входит в Бородянский район Киевской области Украины.
Население по переписи 2001 года составляло 155 человек. Почтовый индекс — 07800. Телефонный код — 8-04477. Занимает площадь 0,96 км². Код КОАТУУ — 3221085905.

## История
В 1946 г. указом ПВС УССР село Ламбертов переименовано в Тальское

## Местный совет
07810, Киевская обл., Бородянский р-н, с. Мирча, ул. Шевченко, 1